# Bernard Brodie
Bernard Beryl Brodie (Liverpool, 7 agosto 1907 – Charlottesville, 28 febbraio 1989) è stato un chimico inglese. È stato un ricercatore di spicco nel campo della farmacologia. 

## Biografia
Dopo essersi laureato in chimica, primo del suo corso, presso l'università canadese McGill, di Toronto, conseguì nel 1935 il dottorato nella stessa disciplina presso la New York University. In seguito fu professore associato nella stessa università, sino a quando nel 1950 divenne capo del laboratorio di farmacologia clinica del National Institutes of Health, posizione che ricoprì sino al 1970. Quindi fu professore di farmacologia alla Pennsylvania State University. La sua carriera scientifica è raccontata nel libro Apprentice to Genius di Robert Kanigel. 
Oltre che un eminente scienziato, Bernard B. Brodie è stato maestro di generazioni di ricercatori nel campo della farmacologia. I suoi allievi per oltre quaranta anni hanno condotto ricerche di punta in questa disciplina, tra di essi vincitori di Albert Lasker Award for Basic Medical Research e di premi Nobel per la medicina: Julius Axelrod e Arvid Carlsson. Quest'ultimo in una intervista del 2007 così descrive Bernard B. Brodie: "l'uomo che ha svolto il ruolo più importante nella mia carriera scientifica"; suo è ancora il seguente ricordo: "un numero impressionante di giovani andò a lavorare nel laboratorio di Brodie e molti di loro ebbero carriere di successo, era come se Brodie avesse la speciale virtù di dare ispirazione ai giovani ricercatori". 
A Bernard B. Brodie è dedicato il Dipartimento di Neuroscienze dell'Università di Cagliari, fondato e diretto per decenni da Gian Luigi Gessa, uno dei più eminenti allievi italiani di Brodie. 
| Controllo di autorità | VIAF (EN) 22203630 · ISNI (EN) 0000 0001 1605 7771 · LCCN (EN) n85337247 · GND (DE) 11896027X · BNF (FR) cb12283059t (data) · J9U (EN, HE) 987007431855005171 |